# عدنان الأزهري
عدنان الأزهري، سياسي سوري سابق ومن مؤسسي الحزب القومي العربي عام 1934.

## حياته السياسية
كان سفيرا لدى المجر من عام 1956 إلى 1958، وعين في حكومة بشير العظمة عام 1962، سفيرا للخارجية ولكنهُ قدم استقالته في حزيران، وتبع ذلك استقالة وزراء آخرين.